# Chaetodon ulietensis
Poisson-papillon d'Ulietéa à double selle
Espèce
Statut de conservation UICN

 LC  : Préoccupation mineure
Chaetodon ulietensis, communément nommé Poisson-papillon d'Ulietéa à double selle, est une espèce de poisson marin de la famille des Chaetodontidae.
Le Poisson-papillon d'Ulietéa à double selle est présent dans les eaux tropicales de la région centrale de l'Indo-Pacifique.
Sa taille maximale est de 15 cm.